# Gino Trematerra
Gino Trematerra (Cosenza, 3 settembre 1940) è un politico italiano.

## Biografia
Alle politiche del 2001 è eletto al Senato nella lista del CCD-CDU in Calabria. È riconfermato senatore nel 2006 nella lista dell'UDC. In entrambe le legislature ricopre l'incarico di tesoriere del gruppo al Senato.
Non viene eletto nel 2008. Si candida alle elezioni europee del 2009 per l'UDC nella circoscrizione Sud ed è primo dei non eletti.
Nell'aprile 2010 è eletto sindaco di Acri e rimane in carica fino ad Aprile 2012 in quanto opta per il seggio di deputato a Bruxelles, infatti Il 23 dicembre 2010 il Senato, con un voto, gli aveva assegnato il seggio supplementare al Parlamento europeo, seggio che è stato attribuito all'Italia dal Trattato di Lisbona.
Ha fatto parte del Parlamento europeo dal 1º dicembre 2011, come il numero 73 dei deputati italiani (il seggio supplementare), per l'Unione di Centro Nel febbraio 2012 è stato eletto segretario regionale dell'UDC in Calabria. 
In occasione delle elezioni politiche del 2013 il figlio Michele, ex assessore regionale all'agricoltura in Calabria, è candidato al Senato nella lista Con Monti per l'Italia, non venendo tuttavia eletto.
Nel maggio 2014 conclude il proprio mandato all'Europarlamento.